# Élections législatives canadiennes de 1844
Les élections législatives canadiennes de 1844 se sont déroulées du 24 septembre 1844 au 12 novembre 1844 au Canada-Uni afin d'élire les députés de la 2e législature de l'Assemblée législative. 

## Chronologie
- 23 septembre 1844 : Annonce du scrutin.
- 24 septembre 1844 : Émission des brefs.
- 12 novembre 1844 : Retour des brefs.
- 28 novembre 1844 : Ouverture de la 1re session de la 2e législature par le gouverneur Charles Metcalfe.

## Résultats
| Tories    | Canadiens-français | Non affiliés | Réformistes |
| 37 sièges | 27 sièges          | 12 sièges    | 8 sièges    |

### Résultats par district électoral auCanada-Est
- Beauharnois : Eden Colvile
- Bellechasse : Augustin-Norbert Morin
- Berthier : David Morrison Armstrong
- Bonaventure : John Le Boutillier
- Chambly : Louis Lacoste
- Champlain : Louis Guillet
- Deux-Montagnes : William Henry Scott
- Dorchester : Pierre-Elzéar Taschereau
- Drummond : Robert Nugent Watts
- Gaspé : Robert Christie
- Huntingdon : Benjamin-Henri Le Moine
- Kamouraska : Amable Berthelot
- Leinster : Jacob De Witt
- L'Islet : Étienne-Paschal Taché
- Lotbinière : Joseph Laurin
- Mégantic : Dominick Daly
- Missisquoi : James Smith
- Montmorency : Joseph-Édouard Cauchon
- Cité de Montréal n° 1 : George Moffat
- Cité de Montréal n° 2 : Clément-Charles Sabrevois de Bleury
- Comté de Montréal : André Jobin
- Nicolet : Antoine-Prosper Méthot
- Ottawa : Denis-Benjamin Papineau
- Portneuf : Lewis Thomas Drummond
- Cité de Québec n° 1 : Thomas Cushing Aylwin
- Cité de Québec n° 2 : Jean Chabot
- Comté de Québec : Pierre-Joseph-Olivier Chauveau
- Richelieu : Wolfred Nelson
- Rimouski  : Louis Bertrand
- Rouville : Timothée Franchère
- Saguenay : Marc-Pascal de Sales Laterrière
- Saint-Hyacinthe : Thomas Boutillier
- Saint-Maurice : François L. Désaulniers
- Shefford : Sewell Foster
- Cité de Sherbrooke : Edward Hale
- Comté de Sherbrooke : Samuel Brooks
- Stanstead : John McConnell
- Terrebonne : Louis-Hippolyte La Fontaine
- Trois-Rivières : Edward Greive
- Vaudreuil : Jacques-Philippe Lantier
- Verchères : James Leslie
- Yamaska : Léon Rousseau

### Résultats par district électoral auCanada-Ouest
- Brockville : George Sherwood
- Bytown : William Stewart
- Carleton : James Johnston
- Cornwall : Rolland Macdonald
- Dundas : George Macdonnell
- Durham : John Tucker Williams
- Essex : John Prince
- Frontenac : Henry Smith
- Glengarry : John Sandfield Macdonald
- Grenville : Hamilton Dibble Jessup
- Haldimand : David Thompson
- Halton East : George Chalmers
- Halton West : James Webster
- Hamilton : Allan MacNab
- Hastings : Edmund Murney
- Huron : Tiger Dunlop
- Kent : Samuel Bealey Harrison
- Kingston : John A. Macdonald
- Lanark : Malcolm Cameron
- Leeds : Ogle Robert Gowan
- Lennox and Addington : Benjamin Seymour
- Lincoln North : William Hamilton Merritt
- Lincoln South : James Cummings
- London : Lawrence Lawrason
- Middlesex : Edward Ermatinger
- Niagara : Walter Hamilton Dickson
- Norfolk : Israel Wood Powell
- Northumberland North : Adam Meyers
- Northumberland South : George Barker Hall
- Oxford  : Robert Riddell
- Prescott : Neil Stewart
- Prince Edward : John Philip Roblin
- Russell : Archibald Petrie
- Simcoe : William Benjamin Robinson
- Stormont : Donald Aeneas MacDonell
- Toronto n° 1 : William Henry Boulton
- Toronto n° 2 : Henry Sherwood
- Wentworth : Harmannus Smith
- York n° 1 : James Hervey Price
- York n° 2 : George Duggan
- York n° 3 : James Edward Small
- York n° 4 : Robert Baldwin

## Sources
- Section historique du site de l'Assemblée nationale du Québec